# Козим
Козим, Малый Козим — река в России, протекает в Карагайском районе Пермского края. Устье реки находится в 47 км по правому берегу реки Обва. Длина реки составляет 11 км.
Исток реки на Верхнекамской возвышенности у деревни Шилово южнее села Богоявленск. Исток реки находится на водоразделе бассейнов Обвы и Сюзьвы. Течёт на северо-запад по безлесой местности, протекает деревни Фадята, Галино, Митронино, Русскино, Монастырёк, Кильяноао. Впадает в Обву у деревни Сюзьвяки.

## Данные водного реестра
По данным государственного водного реестра России относится к Камскому бассейновому округу, водохозяйственный участок реки — Кама от города Березники до Камского гидроузла, без реки Косьва (от истока до Широковского гидроузла), Чусовая и Сылва, речной подбассейн реки — бассейны притоков Камы до впадения Белой. Речной бассейн реки — Кама.
По данным геоинформационной системы водохозяйственного районирования территории РФ, подготовленной Федеральным агентством водных ресурсов:
- Код водного объекта в государственном водном реестре — 10010100912111100009660
- Код по гидрологической изученности (ГИ) — 111100966
- Код бассейна — 10.01.01.009
- Номер тома по ГИ — 11
- Выпуск по ГИ — 1